# Kirchdaun

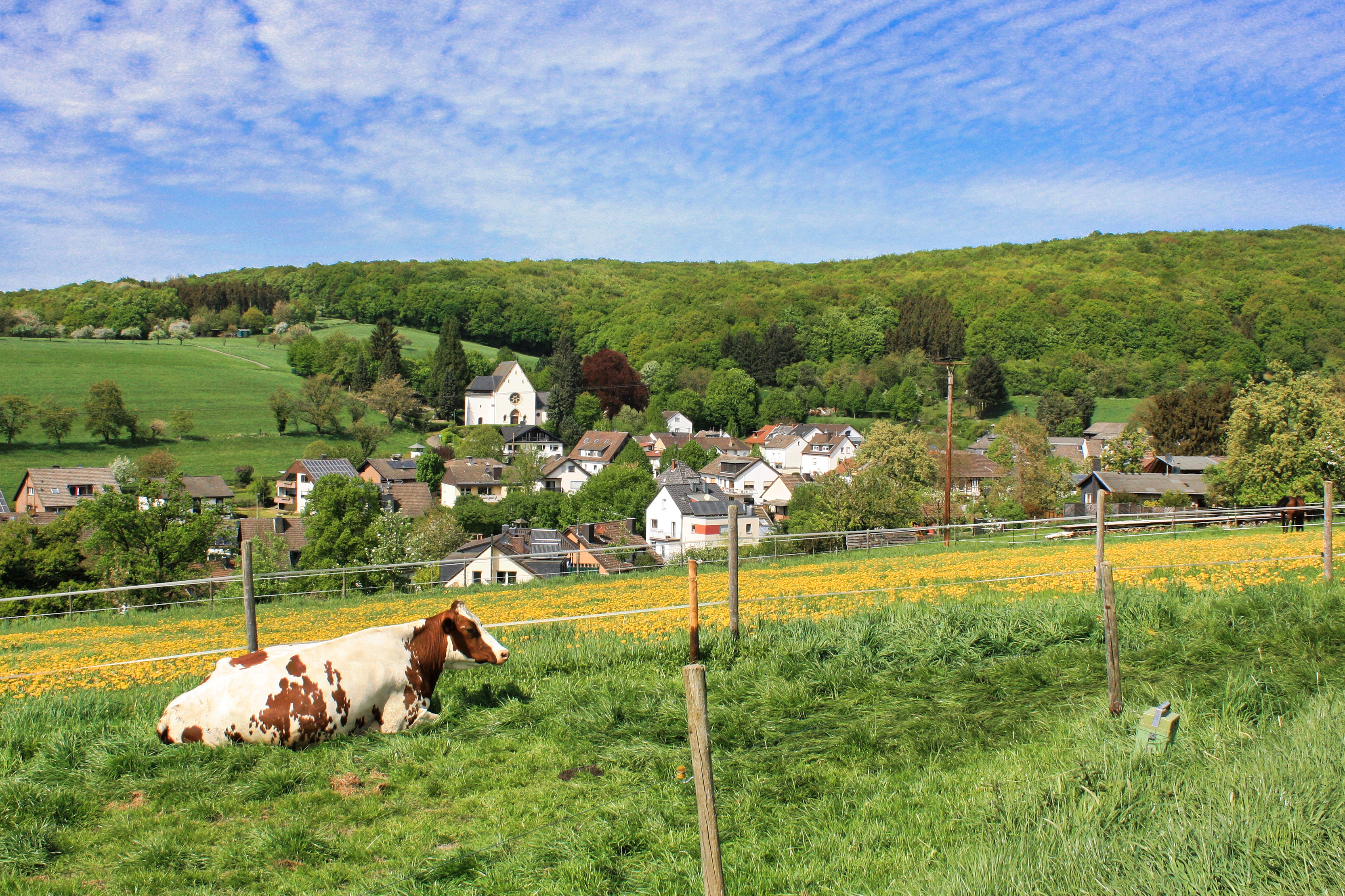
Blick auf Kirchdaun im Frühling

Kirchdaun ist ein Stadtteil und ein Ortsbezirk der Stadt Bad Neuenahr-Ahrweiler im Landkreis Ahrweiler in Rheinland-Pfalz. Bis 1969 war Kirchdaun eine eigenständige Gemeinde.

## Geschichte
Es wird angenommen, dass der Name Kirchdaun keltischen oder gallorömischen Ursprungs ist. Er enthält den Wortstamm -dunum, der so viel bedeutet wie Höhenbefestigung, und bezog sich wohl auf umliegende, markante Anhöhen. Aus römischer Zeit sind im Gebiet von Kirchdaun zwei Siedlungsstellen bekannt, wahrscheinlich von Einzelgehöften. Im Jahre 1105, spätestens jedoch 1140, scheinen die Grafen von Are die Herrschaft über Weinberge in Kirchdaun und Gimmigen besessen zu haben. Am 31. März 1131 bestätigte Papst Innozenz II. dem Bonner St. Cassius-Stift als Stiftsherren, den vierten Teil einer Stiftung in der Kirche zu Duna. Gimmigen wird im Jahr 1155 als zum Fiskus Remagen/Sinzig gehörig bezeichnet. Mit der erwähnten Verpfändung verlassen Kirchdaun und Gimmigen den Villifikationsverband der Grafschaft Neuenahr, um bis 1801 Bestandteil der Herrschaft Landskron zu bleiben.
Über ein Jahrtausend lang führte die als Krönungsstraße bzw. Aachen-Frankfurter Heerstraße oder „kaiserliche Straße“ (für Kirchdaun 1493), berühmte Fernverkehrsstraße, die im Mittelalter stark frequentiert war, durch Kirchdaun. Bei Kirchdaun führte eine Abzweigung in Richtung Remagen ins Rheintal. Vermutlich wegen der Heerstraße war Kirchdaun mit Wall, Graben und Toren befestigt. Nachdem Kirchdaun ursprünglich zum Besitz der Grafen von Neuenahr gehört hatte, gingen 1272 Teile von Kirchdauns Grundherrschaft in die Hände Gerhards III. von Landskron über. Bis in die Zeit der Französischen Revolution sollten die Herren von Landskron Besitzer und Grundherren von Kirchdaun sein.
Kirchdaun ging in der Folge in wechselnde Hände über. 1638 erwarb der Herzog von Jülich die landesherrlichen Rechte an dem Ort. Während des Dreißigjährigen Kriegs wurde Kirchdaun schwer geplündert. Zwischen 1666 und 1668 wütete der Schwarze Tod, die Pest in Kirchdaun. Insgesamt fielen der Epidemie 85 Menschen zum Opfer. 1680 entstand die erste Schule. Von 1739 bis 1793 wurden in Kirchdaun im Untertagebau Eisenerz und Buntmetalle – vor allem Blei und Kupfer – gefördert, vor allen Dingen an den Plätzen Goldgrube, Scheid, dem Arget und an den Eisenschächten Urbers.
1748 wurde das Schiff der sehr renovierungsbedürftigen Pfarrkirche St. Lambertus neu errichtet. 1842 wurde die Kirche nach einer großen Überschwemmung aber noch stärker geschädigt. Von 1908 bis 1921 wurde die Kirche renoviert, 1928 der Turm wegen Baufälligkeit abgerissen. Eingepfarrt ist Gimmigen nach Kirchdaun.
Am 7. Juni 1969 wurde Kirchdaun in die neue Stadt Bad Neuenahr-Ahrweiler eingegliedert.

## Politik

### Ortsbezirk
Kirchdaun ist einer von zehn Ortsbezirken der Stadt Bad Neuenahr-Ahrweiler. Der Stadtteil wird von einem Ortsbeirat sowie einem Ortsvorsteher vertreten.

### Ortsbeirat
Der Ortsbeirat besteht aus vier Mitgliedern, die bei der Kommunalwahl am 9. Juni 2024 in einer Mehrheitswahl gewählt wurden, und dem ehrenamtlichen Ortsvorsteher als Vorsitzendem.
Die Sitzverteilung im Ortsbeirat:
| Wahl | CDU               | Grüne             | WGS 1             | Gesamt  |
| ---- | ----------------- | ----------------- | ----------------- | ------- |
| 2024 | per Mehrheitswahl | per Mehrheitswahl | per Mehrheitswahl | 4 Sitze |
| 2019 | 3                 | 1                 | –                 | 4 Sitze |
| 2014 | 3                 | 1                 | 0                 | 4 Sitze |
| 2009 | per Mehrheitswahl | per Mehrheitswahl | per Mehrheitswahl | 4 Sitze |

### Ortsvorsteher
Anton Gieraths (CDU) wurde 2014 Ortsvorsteher von Kirchdaun. Bei der Direktwahl am 9. Juni 2024 wurde er mit einem Stimmenanteil von 65,6 % für weitere fünf Jahre in seinem Amt bestätigt.
Gieraths Vorgänger Friedhelm Moog (CDU) hatte das Amt 15 Jahre ausgeübt, war 2014 aber nicht erneut angetreten.

## Schulen
In Heimersheim gibt es eine Grundschule. In dem 1974 erbauten Gebäude werden 140 Schüler aus den Stadtteilen Ehlingen, Gimmigen, Green, Heimersheim, Heppingen, Kirchdaun und Lohrsdorf unterrichtet. Außerdem war dort bis zum Schuljahr 2013/14 auch ein Schulkindergarten angegliedert.